# Стефан Петков – Сиркето
Вижте пояснителната страница за други личности с името Стефан Петков.
Стефан Георгиев Петков, наричан Сиркето, е български революционер, велешки войвода на Вътрешната македонска революционна организация.

## Биография
Стефан Петков е роден през 1865 или в 1876 година в Чирпан, тогава в Османската империя. Израства в бедно семейство и завършва гимназия в родния си град. Мести се в София където работи в криминалната полиция. През 1905 година лично министър Никола Генадиев го изпраща да следва в полицейски школи в Париж и Лондон, където завършва школа за инструктор-разузнавач. При завръщането си в България Стефан Петков е назначен на висок пост, но разочарован от политическите цели на тайната полиция, напуска.
Завръща се в родния си град Чирпан, където установява връзки с дейци на ВМОРО след Балканската война. През ноември 1915 година, по време на Първата световна война, е изпратен на служба в Македония по негово лично желание. Назначен е за началник на военно-полицейската секция във Велес. През 1916 година преследва сръбския войвода Василие Тръбич и осуетява плановете му да организира сърбоманите в района срещу българската администрация. Награден е с кръст „За храброст“, IV степен, сребърен медал „За заслуга“, и народен орден „За военна заслуга“, VI степен.
След войната остава във Вардарска Македония и агитира в полза на въоръжена борба срещу сръбската власт. През 1919 година Стефан Петков е определен от Тодор Александров за велешки околийски войвода. Стефан Петков реорганизира революционните комитети, води сражения със сръбски части и елиминира предатели на революционната организация. През 1924 година заболява от туберкулоза и е принуден да се прибере в България на лечение. През 1925 година е пак велешки околийски войвода с 27 четници. Умира на 27 декември 1928 година в родния си град Чирпан.
Органът на ВМРО вестник „Свобода или смърт“ в броя си от 19 февруари 1929 година пише:
| „ | Почивай спокойно, дядо Стефане! Твоят мощен дух и похват ще служи на градящите поколения, които свободно ще могат да опишат на своя роден език витязките ти дела. | “ |